# Klaus Urbanczyk
Klaus Urbanczyk (n. 4 iunie 1940, Halle (Saale), Germania Nazistă) este un fotbalist german, medaliat olimpic. A participat la o ediție a Jocurilor Olimpice (1964) în care a câștigat o medalie de bronz.

## Participări
Lista de mai jos prezintă principalele competiții la care a participat Klaus Urbanczyk de-a lungul carierei.
- football at the 1964 Summer Olympics[*]